# Il concerto di corte
Il concerto di corte (Das Hofkonzert) è un film del 1936 diretto da Detlef Sierck.

## Produzione
Il film fu prodotto dall'Universum Film (UFA). Venne girato in Baviera, nel castello di Veithöchtsheim nei pressi di Würzburg.

## Distribuzione
Distribuito dalla Universum Film (UFA) con il visto di censura B.44271 del 15 dicembre 1936 che lo vietava ai minori, il film uscì nelle sale cinematografiche tedesche il 18 dicembre 1936 dopo essere stato presentato in prima all'Ufa-Palast di Amburgo.